# Miss Italia 1956
Miss Italia 1956 si svolse a Rimini tra il 28 e il 30 agosto 1956. Vinse la ventenne Nives Zegna. L'organizzazione fu diretta da Dino Villani.

## Risultati
| Risultato finale | Concorrente                                  |
| ---------------- | -------------------------------------------- |
| Miss Italia 1956 | - – Nives Zegna (Miss Romagna)               |
| 2ª classificata  | - – Rosa Bramanti (Miss Calabria)            |
| 3ª classificata  | - – Annunziata Di Pietro (Miss Cinema Lazio) |
| Miss Cinema      | - – Rosalba Neri (Miss Cinema Romagna)       |

Miss cinema
Puglia                  Lina Torio